# 1991 FA
1991 FA är en asteroid i huvudbältet som upptäcktes den 17 mars 1991 av Spacewatch vid Kitt Peak-observatoriet.
Den tillhör asteroidgruppen Amor.